# Cyclosternum obscurum
Cyclosternum obscurum là một loài nhện trong họ Theraphosidae.
Loài này thuộc chi Cyclosternum. Cyclosternum obscurum được Eugène Simon miêu tả năm 1891.